# Pourouma oraria
Pourouma oraria là một loài thực vật có hoa thuộc chi Pourouma. Loài này có ở Colombia, Panama, và Peru. Chúng hiện đang bị đe dọa vì mất môi trường sống.